# Madarász Viktor

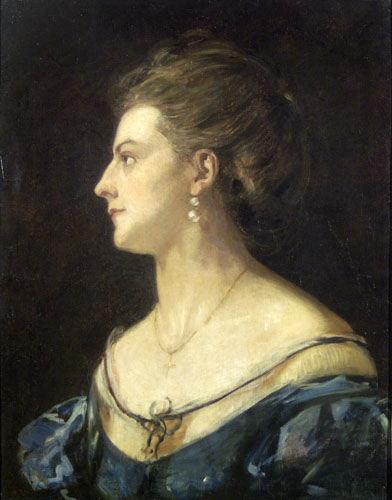
Madarász első feleségének arcképe, 1871

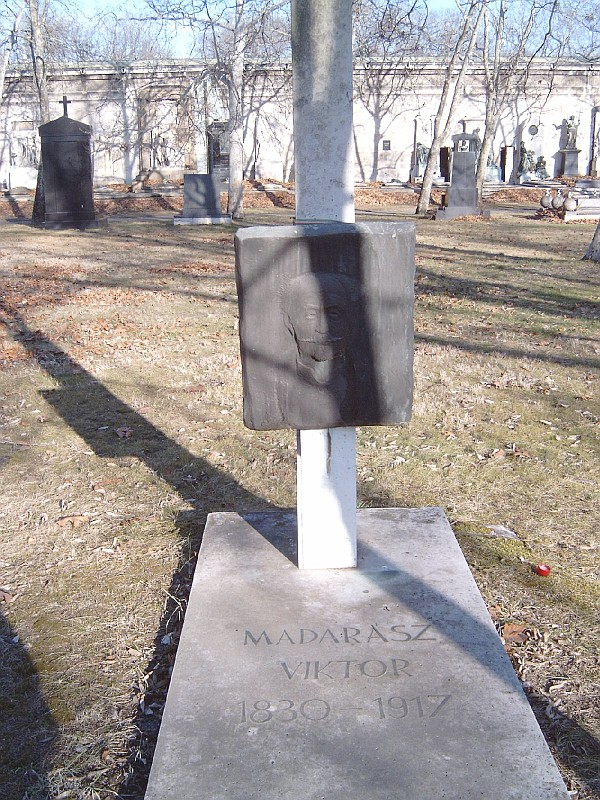
Madarász Viktor sírja Budapesten. Kerepesi temető: 19-1-34. Vígh Tamás alkotása

Madarász Viktor (Csetnek, 1830. december 14. – Budapest, 1917. január 10.) a legnagyobb magyar történeti festők egyike és a hazai romantika egyik legjelentősebb alkotója.
Madarász minden bizonnyal legerősebb, legönállóbb tehetsége volt a fejlődésnek indult magyar művészetnek. A történeti felfogás erejét tekintve, vele festőink közül egy sem mérkőzhetett; ami pedig technikáját és koloritjának gazdagságát illeti: méltó versenytársa csakis később, Munkácsy Mihályban támadt.

## Családja
Szülei Madarász András és Mühlbahn (Mühlheim) Zsuzsanna. Első felesége a francia Adeline Grosjean (†1883), második Ziska Jolán volt, akivel 1889. február 7-én kötött házasságot Budapesten, a Deák téri evangélikus templomban.

## Élete
A Gömör vármegyei vashámortulajdonos Madarász családnak régi, a Rákóczi-szabadságharcig visszanyúló forradalmi hagyományai voltak. Amikor 1848-ban kitört a szabadságharc, az iglói, pécsi, majd pozsonyi jogi tanulmányokat folytató Viktor és fivére, András is továbbvitte a családi hagyományt. Részt vett a szabadságharcban, és előbb a 41., később a 131. honvédzászlóaljnál szolgált a világosi fegyverletételig, amikorra már hadnagyi rangban szolgált. A szabadságharc meghatározó élménye maradt élete végéig, ám részvételéről keveset tudunk. Annyi bizonyos, hogy kardját és mentéjét megőrizte, még sírjába is maga mellé rakatta őket. A fegyverletételkor Eszékről gyalogszerrel tért haza, majd rövid rejtőzködés után Pécsett csatlakozott szüleihez. Kívánságuknak megfelelően folytatta jogi tanulmányait, de egyúttal egy Pósa Gusztáv nevű arcképfestőhöz is eljárt tanulni. Már korán kialakult realista stílusa, és szorgalma és tehetsége révén gyorsan elsajátította a festészeti fogásokat.
1853-ban a bécsi akadémia előkészítő évfolyamán, majd 1855-ig a történeti-festészeti szakosztályon volt hallgató, és Ferdinand Waldmüller magániskolájában is tanult. Ekkoriban készültek első történelmi tablói, amelyeket 1855-től láthatott a nagyközönség. A Kuruc és labanc című festmény hatalmas sikert aratott.

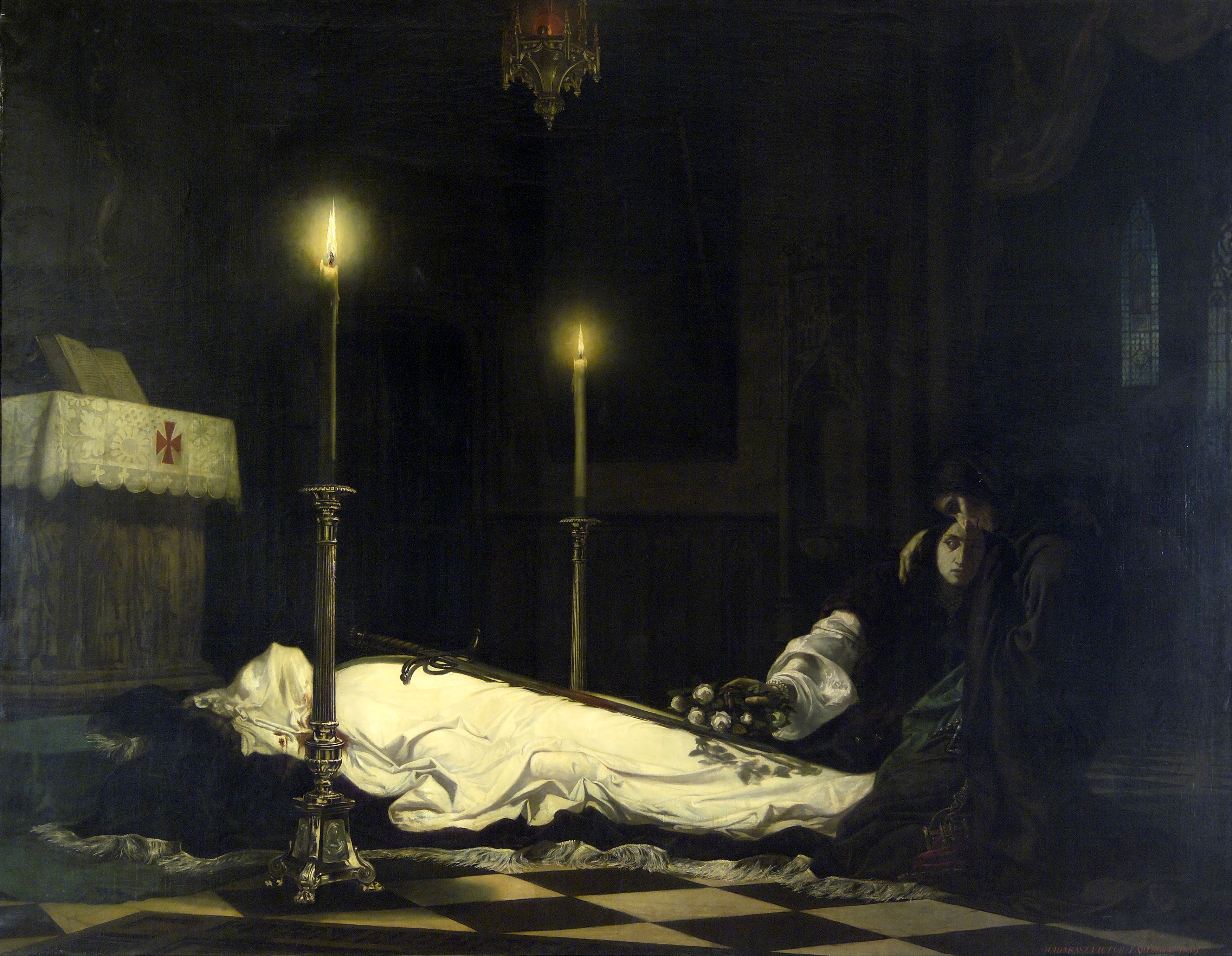
Hunyadi László siratása

1856-tól kezdve Léon Cogniet párizsi műtermében és az École des beaux arts-ban tanulta ki az akadémikus-romantikus stílust. Leginkább Paul Delaroche történelmi festészete hatott rá. Párizsban, 1859 folyamán születtek meg legnagyobb művei: (Hunyadi László siratása, Zách Felicián és Zrínyi Ilona Munkács várában). 1864-ben készült el a Zrínyi és Frangepán a bécsújhelyi börtönben, 1868-ban a Dobozi és hitvese és a Dózsa népe címet viselő kompozíció. Ez volt művészetének csúcsidőszaka, a Hunyadi László siratása képéért az 1861-es párizsi Szalonon aranyéremmel jutalmazták.
1870-ben tért vissza Magyarországra, ám a korabeli hazai kritika ellenségesen viszonyult franciás stílusához. Bethlen Gábor tudósai körében című pályamunkáját is visszadobták. 1873-ban visszavonult, az apjától örökölt üzletet vezette tovább. A közöny annyira elkedvetlenítette, hogy miután később Izabella királynő című nagyszabású történeti képe a nyakán maradt, végképp búcsút vett a művészettől, és olcsón túladott vázlatain.
Az ebben az időben készült Petőfi halála már a hanyatlást vetítette előre. A helyzetet súlyosbította, hogy üzlete tönkrement, és 1902-ben elárverezték. Az idős Madarász 1903-ban ismét megpróbálkozott a festéssel, de arcképei és történelmi munkái nem ütötték meg a korábbi színvonalat. Szinte elfeledetten hunyt el 1917-ben.

## Főbb művei

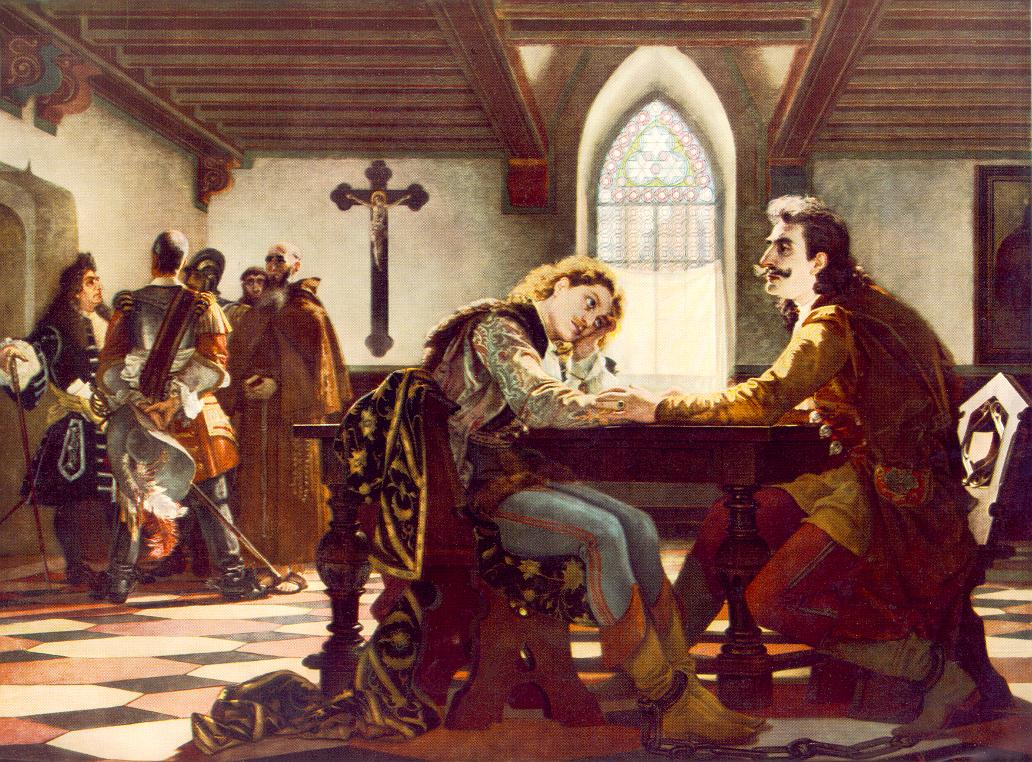
Madarász Viktor: Zrínyi és Frangepán a bécsújhelyi börtönben

Már a Bujdosó álmán (1856) észre lehetett venni, hogy eszmei tartalomra törekszik, Zách Klárája és Báthory Erzsébetje pedig annyi közvetlenséggel és erővel ábrázolta a kiszemelt mozzanatot, hogy bennük a történelem egy élő darabját látjuk magunk előtt, és az ábrázolt alakokkal együtt a kor szelleme is föltámadt. Különösen nagy hatása van a Báthory Erzsébet című képnek.
Az érzelmek erőteljes kifejezése jelenik meg Zrínyi és Frangepán című képén (1863). A magyar történelem két mártírját mutatja a kompozíció, amint Bécsújhelyen 1671. március 31-én kivégzésük előtt egymástól búcsút vesznek. Hunyadi Lászlója (egy holttest letakarva fehér lepellel, a lábánál két térdeplő nőalak) igazi példaképe az egyszerűen nemes ábrázolásnak.

## Emlékezete
Budapest XIII. kerületében, Miskolc belvárosában és Pécsen is utca őrzi a nevét.